# McKenzie Jacobson
McKenzie Jacobson (Fresno, 17 gennaio 1995) è un'ex pallavolista statunitense, nel ruolo di centrale.

## Carriera

### Club
La carriera pallavolistica di McKenzie Jacobson inizia a livello giovanile nel Central California, mentre a livello scolastico gioca nei tornei californiani con la Clovis West HS. Dopo il diploma entra a far parte della squadra universitaria della Arizona, impegnata in NCAA Division I: fa parte delle Wildcats dal 2013 al 2017, saltando la prima annata.
Nella stagione 2018-19 firma il suo primo contratto professionistico in Germania, dove partecipa per un biennio alla 1. Bundesliga con l'Erfurt, trasferendosi in Francia nell'annata 2020-21, ingaggiata dal Vandœuvre Nancy, in Ligue A, dove conclude la sua carriera.